# الدوري الإيطالي الدرجة الثالثة 2014–15
الدوري الإيطالي الدرجة الثالثة 2014–15 (بالإيطالية: Lega Pro 2014-2015)‏ هو الموسم 1 من الدوري الإيطالي الدرجة الثالثة. أقيم خلال الفترة 31 أغسطس 2014 وحتى 10 مايو 2015، وكان عدد الأندية المشاركة فيه 60، وفاز فيه نادي نوفارا.